# Habenaria obovata
Habenaria obovata är en orkidéart som beskrevs av Victor Samuel Summerhayes. Habenaria obovata ingår i släktet Habenaria och familjen orkidéer. IUCN kategoriserar arten globalt som sårbar.
Artens utbredningsområde är Kamerun. Inga underarter finns listade i Catalogue of Life.